# Heinrich Conrad Schleinitz
Heinrich Conrad Schleinitz, född den 1 oktober 1802 i Zschaitz vid Döbeln, död den 13 maj 1881 i Leipzig, var en tysk musiker och juridisk ämbetsman.
Schleinitz studerade musik vid Thomasskolan i Leipzig. Han inlade som ledamot av konsertdirektoriet stora förtjänster om musiken i denna stad och blev senare direktör vid därvarande konservatorium. 